# Jacques-Nicolas Frainais d'Albert
Jacques-Nicolas Frainais d’Albert ou « Le Jeune », né le 9 décembre 1763 à Alençon où il est mort le 28 décembre 1816, est un artiste peintre et professeur de dessin français.

## Biographie
Fils de Nicolas Frainais, marchand tanneur, demeurant rue aux Sieurs et frère de Frainais-Dupré, commissaire du Directoire, Frainais d’Albert eut pour maitre de dessin l’architecte Delarue, auquel Alençon doit la construction de son hôtel-de-ville, et qui avait été chargé d’un cours de dessin au Collège royal de cette ville, en 1787. le programme de ce cours était très complet, comprenant le dessin pour l’armée et la fortification, le dessin à l’usage des cartes de terre et de mer, le dessin à l’usage des démonstrations physiques, le dessin pour l’ornement, le paysage et ce qui peut concerner les arts, la science des ombres, les règles pour la décoration des fêtes, feux d’artifice, illuminations et leurs emblèmes.
Sur la présentation du Jury central d’instruction, Frainais fut nommé professeur de dessin, par arrêté du 9 brumaire an VII, contre l’architecte F.-B. Feuillet. Frainais d’Albert rédigea un programme apprenant qu’il enseignait le dessin de tête, 1° d’après le simple trait, 2° d’après des dessins ; 3° d’après la bosse.
Ce cours, qui avait lieu tous les jours, excepté les quintidis et les décadis, de trois à cinq heures du soir, mettait le dessin industriel au programme. Les élèves incapables, après cette étude préliminaire, de se livrer à celle des différentes parties du corps humain, devaient être, de suite, exercés soit au dessin de l’ornement, soit à celui du paysage, et à l’étude des principes de la perspective, soit au dessin des fleurs, fruits, arabesques, « genre spécialement propre aux dessinateurs employés dans les diverses manufactures de porcelaine, de faïence, d’étoffes, pour meubles, de toiles peintes et de points de France ou de dentelles d’Alençon, dentelle alors recherchée par toute l’Europe, et dont le dessin était susceptible d’amélioration qui attirerait dans ce chef-lieu et les cantons environnants, l’argent étranger.
Le compte-rendu fait en l’an X par Mignon, directeur de l’École centrale, montre qu’un grand nombre d’élèves avaient suivi le cours de dessin. Pour l’examen des dessins, ajoute-t-il, nous avons invité des amateurs et des artistes distingués dans cette partie, pour concourir à établir un jugement certain sur le mérite des productions de nos élèves, et le public a été à portée de s’assurer, par lui-même, du talent des jeunes dessinateurs. Le procès-verbal de la distribution des prix faites aux élèves de l’École Centrale, le 30 Thermidor an XI, mentionne, à l’article de la classe de dessin, que « L’année a été consacrée à l’enseignement de la tête, de l’ornement, des fleurs, etc., des académies, du paysage et des fleurs, d’après nature. Des artistes et des amateurs réunis ont jugé les travaux des élèves.
Le Musée d’Alençon possède trois tableaux de Frainais d’Albert, donnés par M. Chesnel.
- Le Dernier Jour de Carnaval ;
- Chien terrassant un Chat ;
- Bacchus.